# Тренировочная база военного округа Израиля
Тренировочная база военного округа (ивр. בסיס אימונים פיקודי‎, сокращенно ивр. בא"פ‎ БАФ) — военная база Армии обороны Израиля, который служит основной тренировочной базой территориалького военного округа.

## Список баз
Основными тренировочными базами военных округов в Израиле являются:

## Описание
Основная цель тренировочной базы — обеспечить широкомасштабное обучение подразделений военного округа, а также поддерживать оперативную компетентность территориального командования.
Учения на этих базах проводятся в течение всего года, как регулярными войсками, так и силами резерва, и подразделяются на два основных вида обучения:
- Тренировки перед боевым применением и боевые действия, проводимые на командном участке
- Профессиональная подготовка для различных командных подразделений

Эти тренинги проводятся с помощью штаб-квартиры БАФа, роль которой заключается в обеспечении учебной и материально-технической поддержки, включая инструкторов, классы, оборудование и учебные площадки.
БАФы могут служить тренировочными базами также и для дополнительных подразделений: например, в БАФ «Эльяким» находится Школа контрпартизанской борьбы, а в БАФ Лахиш — Школа боевой деятельности и Школа следопытов.

## Эмблемы учебных баз

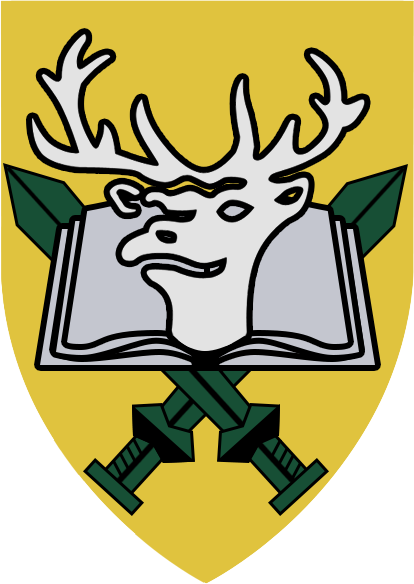
БАФ «Эльяким»
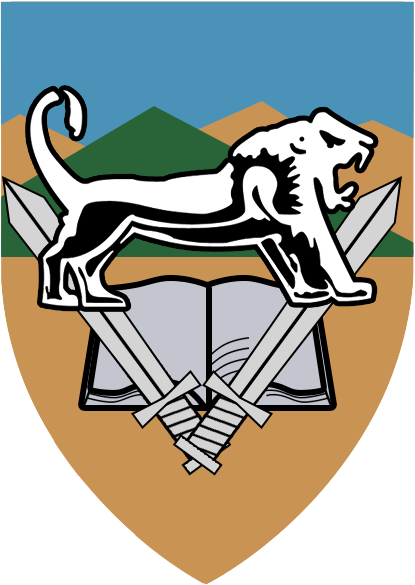
БАФ «Лахиш»
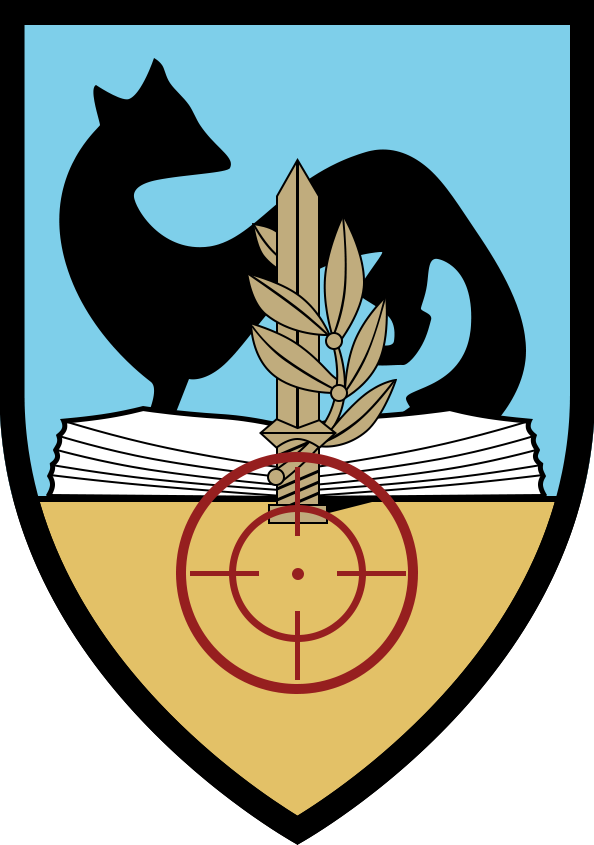
БАФ «Цеэлим»